# Hase (Mondkrater)
Hase ist ein Einschlagkrater im Osten der Mondvorderseite, südöstlich des Mare Fecunditatis, südlich des Kraters Petavius und östlich von Snellius.
Der stark erodierte Krater wird in seinem südlichen Teil von dem großen Nebenkrater Hase D überlagert.
Beginnend südlich von Hase verläuft das Mondrillensystem der Rimae Hase vom Krater aus in südöstlicher Richtung.
| Buchstabe | Position           | Durchmesser | Link |
| --------- | ------------------ | ----------- | ---- |
| A         | 29,07° S, 62,93° O | 15 km       |      |
| B         | 31,55° S, 60,04° O | 20 km       |      |
| D         | 31,11° S, 63,25° O | 57 km       |      |

Der Krater wurde 1935 von der IAU nach dem deutschen Mathematiker Johann Matthias Hase offiziell benannt.